# Johann Klaus
Johann Klaus (* 27. September 1808 in Kötschach; † 16. Januar 1885 ebenda) war ein österreichischer Postmeister und Politiker.

## Leben
Klaus war der Sohn des Gastwirts Johann Klaus (* 26. Juni 1783) und dessen Ehefrau Anna geborene Tschernigg (* 1789). Er war römisch-katholischer Konfession und heiratete am 26. Mai 1839 Theresia Rizzi (* 19. November 1811; † 16. Oktober 1877). Aus der Ehe gingen eine Tochter und drei Söhne hervor.
Er war Besitzer des Hauses Nr. 55 in Kötschach, k.k. Postmeister, Gastwirt und Tabak-Großtrafikant.
Vom 17. Juli 1848 bis zum 4. März 1849 war er Abgeordneter im Provisorischen Kärntner Landtag. 